# Проломни релефни форми
Проломните форми на релефа са група вдлъбнати (негативни) релефни форми, които са създадени от ерозионната сила на течащата вода.
Представляват вид долини, но в най-общ смисъл те не са тектонски обусловени и не биха съществували без въздействието на река. Отличават се с издължена форма, и твърде различаваща се широчина, зависеща от особеностите на скалния състав в района на пролома.
Името произлиза от това, че водата „проломява“, тоест си пробива път чрез разрушаване.

## Описание
Проломните долини имат стръмни склонове и в най-ниската си част са тесни. Обикновено свързват две равнинни форми – полета, низини, равнини. Проломната долина винаги е всечена по-ниско от най-ниската част на по-високата оградна равнина или поле. Всеки пролом започва с т. нар. котловинен праг. Той регулира силата и пълноводието на реката през пролома.

## Образуване
Антецедентна теория – обяснява случаите, когато реката проломява издигаща се планина по-бързо от процеса на издигане. Така реката, която е по-стара, не променя курса си на течение. Такава долина се нарича антецедентна.
Езернопреливна теория – приема, че когато по-ниско от езерен басейн има по-слабо споени скали, всяко преливане на водите отнася част от скалите и така образува пролом.
Ерозионна теория – залага на особено явление, наречено пиратерия – отнемане от река на водосборния басейн на друга река. Така се срещат противоположни долини и планината между тях се проломява.
Тектонска теория – обяснява появата на пролом с обстоятелството, че реката попада на тектонски обусловен район с по-неустойчиви скали (налични разломни структури).

## Видове
Основните видове проломни форми са свързани с района, в който са образувани:
Каньон – създава се в равнинен район (често платовиден) с много меки скали. Това се дължи изцяло на ерозията. Достигат до големи размери – както дълбочина, така и ширина.
Пролом – създава се в планински район, поради което е по-тесен. В този случай е възможен различен произход. Все пак проломът е достатъчно широк, за да може през него удобно да се прокарват пътища и железопътни линии.
Ждрело – много тесен пролом в коренни скали, със значителнон по-малки размери. Ждрелото е толкова тясно, че дъното му се заема само от речното легло. Страните са отвесни, пътищата трябва да се вкопават в скалите.
На български език за пролом се използват също и думите клисура и дефиле. Често се случва една проломна форма да премине в друга в зависимост от това дали се стеснява или разширява. Например в отделни части на Гранд Каньон река Колорадо образува истински ждрела.